# René Jetté
Pour les articles homonymes, voir Jetté.
Compléments
Principaux travaux :
- plusieurs répertoires de naissances, mariages ou décès québécois,
d'abord avec son oncle Irénée Jetté (1912-1971)
(ouvrages parus entre 1956 et 1974)
- 1983 : Dictionnaire généalogique des familles du Québec, des origines jusqu'en 1730
- Compilation des mariages du Québec, série « Histor » (jusqu'en 1825)
- 1988 : Répertoire des noms de famille du Québec (jusqu'en 1825)
- 1991 : Traité de généalogie

René Jetté (né Joseph Jean-Pierre Marcel René Jetté le 3 mai 1944 à Saint-Hyacinthe, Québec, Canada, et mort le 18 mai 2003 à Belœil, Québec, Canada) est un professeur, historien, démographe et l'un des plus réputés généalogistes québécois, surtout connu comme auteur dans ce domaine.

## Biographie
Né aîné de sa famille à Saint-Hyacinthe le 3 mai 1944, René Jetté prend goût (et méthode), dès avant l'adolescence, aux recherches généalogiques et à l'histoire (à commencer par celle des familles), en accompagnant d'abord un oncle prêtre qui s'y adonne avec passion : Irénée Jetté (1912-1971).
Il apprend très tôt, avec fierté, que son ancêtre patronymique, le maçon et scieur de long Urbain Jetté (1627-1684), originaire de La Flèche (en Anjou, aujourd'hui dans le département français de la Sarthe dans les Pays de la Loire) est l'un des rares pionniers de Ville-Marie (Montréal), arrivé célibataire en 1653 avec la première grande recrue, du temps de Jeanne Mance (1606-1673), Marguerite Bourgeois (1620-1700), Lambert Closse (1618-1662), Paul de Chomedey de Maisonneuve (1612-1676), … « quand tous les arbres de cette île se devraient changer en autant d’Iroquois », parole de ce Chomedey de Maisonneuve, le gouverneur de cette colonie qu'il a mission de fonder avec peu de participants en un lieu isolé très précis, malgré tous les dangers : sur la grande île portant la colline nommée Mont Royal par Jacques Cartier en 1534 et entourée de rapides infranchissables, que sont le Sault Saint-Louis et le Sault-au-Récollet.
Tout en continuant de consacrer une grande partie de ses loisirs aux recherches généalogiques, René Jetté enseigne l'Histoire au collège de Saint-Hyacinthe, de 1967 à 1999.
Il obtient une Maîtrise ès arts en Histoire, en 1970, de l'Université de Montréal. Le mémoire de 130 pages qu'il y soumet a pour titre : « Les structures sociales de la Nouvelle-France : une direction de recherche »,.
À l'âge de 30 ans, le jeudi 26 décembre 1974, en la paroisse Notre-Dame à Granby, il épouse Louise Dion. Deux enfants leur naissent : François-Xavier (1976) et Marie-Catherine (1978).
Apprenant que le Département de démographie de l'Université de Montréal met en marche un programme de recherche en démographie historique (PRDH), René Jetté y souscrit et participe, tout en y préparant ensuite un Doctorat (Ph.D.) en démographie, qu'il obtient en 1980.
Depuis 1984, René Jetté participe aussi aux travaux de l'Institut interuniversitaire de recherches sur les populations (IREP), dirigé par Gérard Bouchard, et il est aussi un chercheur rattaché au projet Balsac de l’Université du Québec à Chicoutimi.

### Son emploi du temps
Ses principales activités par périodes :
- de 1956 à 1967 : initiation à la généalogie et à l'histoire ;
- de 1967 à 1999 (sauf de 1978 à 1980) : professeur d'histoire au collège de Saint-Hyacinthe ;
  - de 1968 à 1970 : spécialisation en Histoire — M. A. (Hist., 1970 ; U. de M.) ;
  - de 1970 à 1974 : production de plus de 12 répertoires de mariages ;
  - de 1974 à 1978 : préparation de son mariage et naissance de ses 2 enfants ;
  - de 1976 à 1980 : spécialisation en démographie historique informatisée — Ph.D. (Dém., 1980 ; U. de M.);
    - en 1978 et 1979 : chargé de cours à l'Université de Montréal, en démographie ;

  - 1983 : parution de son Dictionnaire généalogique des familles du Québec (…) — de concert avec le PRDH[11] —, aux Presses de l'Université de Montréal ;
  - 1988 : parution de son Répertoire des noms de famille du Québec (…) — de concert avec Micheline Lécuyer —, Institut généalogique J. L. et associés[12] ;
  - 1991 : parution de son "Traité de généalogie", aux Presses de l'Université de Montréal[13] ;
- de 1984 à 2002 : participation aux travaux de l'Institut interuniversitaire de recherches sur les populations, ainsi qu'au projet Balsac de l’Université du Québec à Chicoutimi, et participation à la résolution d'énigmes en généalogie et à leur publication dans les revues spécialisées.

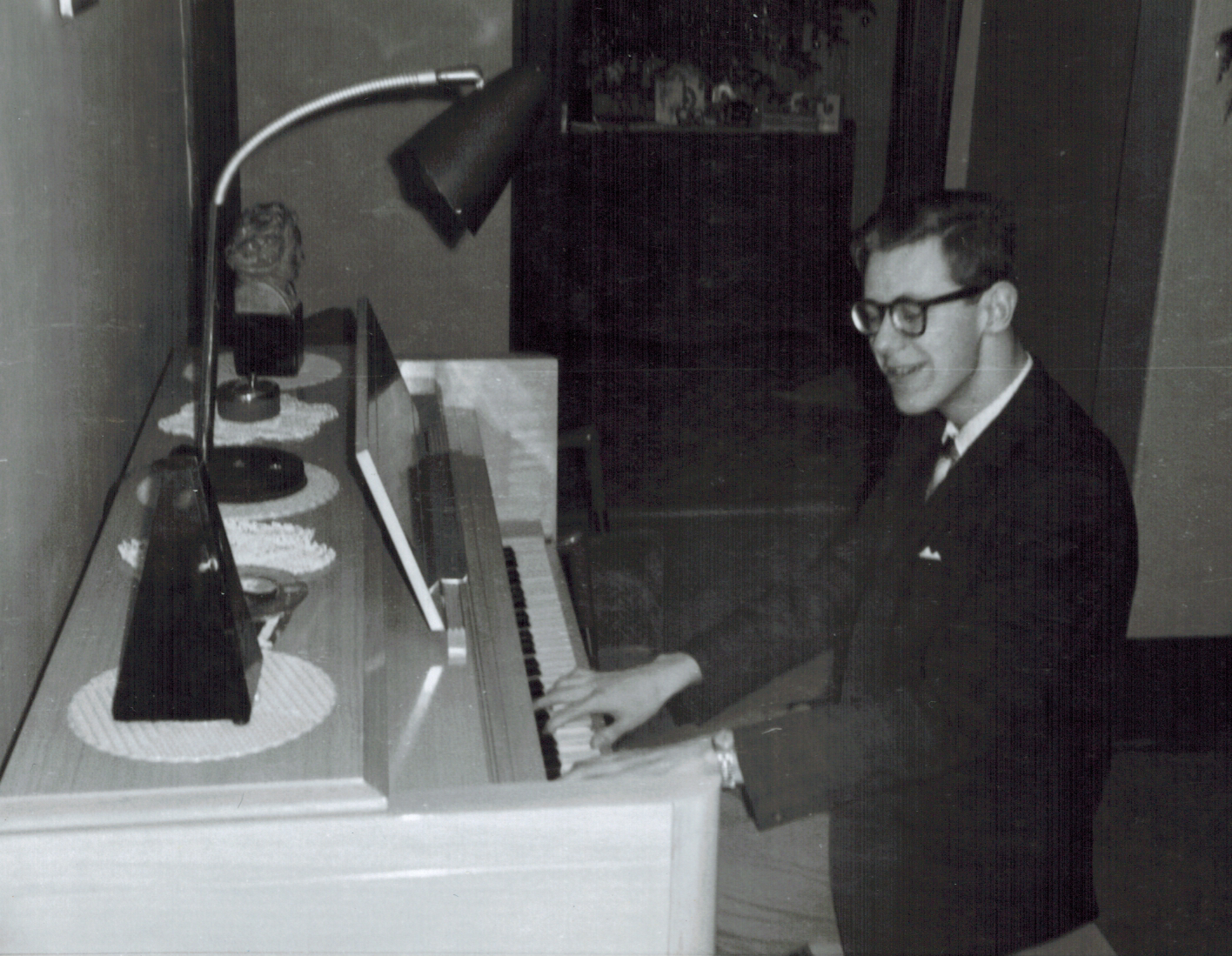

## Œuvres généalogiques

### Répertoires de mariages
Son oncle Irénée Jetté, seul ou de concert avec d'autres dont René (qui prend ensuite la relève, en 1971), produit plusieurs répertoires de mariages (parfois aussi de baptêmes ou de sépultures), célébrés dans la vallée du Richelieu, ou tout près en Montérégie, pour des lieux tels que :
- 1950 : 
  - L'Acadie (1785…)
  - Saint-Luc (1801…)
- 1964 : 
  - Chambly (1706…)
- 1965 :
- 1966 :
  - Saint-Antoine-sur-Richelieu (1741…)
- 1967 :
  - Verchères (1724…)
  - Saint-Césaire (1822…)
  - Rougemont (1886…)
  - Ange-Gardien (1857…)
  - Abbotsford (1868…)
  - Saint-Charles (1741…)
  - Saint-Hilaire (1799…)
  - Saint-Jean-Baptiste (1797…)
  - Otterburn Park (1960…)
- 1968 :
  - Contrecœur (1678…)
  - Saint-Roch-de-Richelieu
  - Saint-Mathias (1739…)
  - Richelieu (Québec) (1868…)
  - Saint-Hugues (1827…)
  - Saint-Théodore (1842…)
  - Sainte-Hélène (1854…)
  - Saint-Éphrem-d'Upton (1856…)
  - Acton Vale (1850…)
  - Sainte-Christine (1886…)
  - Saint-Simon (1833…)
  - Sainte-Rosalie (1834…)
  - Saint-Dominique (1837…)
  - Saint-Liboire (1859…)
- 1969 :
  - Varennes (1693…)
  - La Présentation (1806…)
  - Saint-Jude (1822…)
  - Saint-Barnabé (1840…)
  - Saint-Thomas d'Aquin (1891…)
  - Saint-Bernard (1908…)
  - Saint-Hyacinthe (1806…)
  - Saint-Mathieu-de-Belœil (1772…)
  - Saint-Marc-sur-Richelieu (1794…)
  - McMasterville (1930…)
- 1970
  - Notre-Dame de Laprairie-de-la-Madeleine (1670…)
- 1971
- 1972
  - Saint-Philippe (1751…)
  - Saint-Constant (1752…)
  - Saint-Isidore (1833…)
  - Saint-Jacques-le-Mineur (1834…)
  - Saint-Mathieu (1918…)
  - Notre-Dame-du-Sacré-Cœur (1921…)
  - Delson (1932…)
  - Côte-Sainte-Catherine (1936…)
  - Christ-Roi de Laprairie (1954…)
  - Saint-Alphonse-de-Liguori (1957…)
  - Saint-Marc de Candiac (1960…)
  - La Resurrection, Brossard (1966…)
- 1973
- 1974
  - Saint-Jean (cathédrale) (1828…)
  - Saint-Valentin (1830…)
  - Henryville (1833…)
  - Saint-Bernard (1842…)
  - Saint-Blaise (1887…)
  - Île-aux-Noix (1898…)

### Dictionnaire généalogique
La première œuvre majeure de René Jetté est son Dictionnaire généalogique des familles du Québec (DGFQ, 1200 p.), qui a amené de grands progrès dans le domaine de la recherche généalogique au Québec. Commencé en 1960 et paru en 1983, le Dictionnaire est devenu une référence incontournable pour les historiens. L'éditeur limitant le nombre de pages du DGFQ, Jetté ajoute néanmoins souvent plusieurs générations européennes antérieures, références incluses. — Jean Cournoyer utilise notamment le Dictionnaire Jetté pour élaborer son encyclopédie La Mémoire du Québec.
Voyant que la maladie contrecarre la poursuite de ses projets, René Jetté lègue une partie de ses dossiers à Denis Beauregard, auteur d'un Complément au Dictionnaire Jetté.  Et il invite les personnes proposant des corrections à les transmettre à ce dernier. 

### Fichier «Histor»
René Jetté avait également compilé les mariages de toute allégeance religieuse, du Québec, des Forts de l'Ouest (Grands-Lacs et Mississippi) et de l'Acadie, jusqu'en 1825, sur fiches, dans une série encore manuscrite, appelée le fichier « Histor », en vue d'une suite à son dictionnaire, mais il n'a pu compléter ce projet. — Des copies de cette série sont disponibles en consultation dans quelques bibliothèques spécialisées. 

### Répertoire des noms de familles
René Jetté en tire cependant un Répertoire des noms de famille du Québec, des origines à 1825 (201 p.), qu'il publie en 1988 : tous les patronymes (après actualisation orthographique) avec, s'il y a lieu, les principales autres variantes orthographiques utiles ou les surnoms rattachés, ainsi que l'année de première occurrence masculine dans les mariages — en deux listes : l'une triée par patronyme actualisé, l'autre par forme équivalente ou surnom.
Cet ouvrage québécois, dès lors le plus complet sur le sujet, et systématique, s'avère fort utile, car plusieurs noms de famille européens ont subi au Québec une transformation substantielle.
Plusieurs patronymes, en effet, y furent modifiés ou remplacés. Ainsi (présumément) :
- tous les actuels Bellemare y étaient des Gélinas, qui eux-mêmes étaient des Gélineau… ;
- certains Couture (ou Cousture) sont devenus des Bellerive, des Lafresnaye ou Lafrenaie ; d'autres (tous les descendants du « grand voyageur » et « coureur des bois », Jean-Baptiste Couture, conséquemment dit « Lamonde ») des Lamonde… ;
- les Delugré sont devenus des Dugré ;
- les actuels Dénommé étaient les Delomay ;
- les Dabonville étaient des Palin;
- les Denonville étaient des Dehornay ;
- les De Nevers sont devenus des Boisvert ou des Boisclair… ;
- les Fasche ou Fâche sont tous devenus des Robert (prénom du seul fils ayant postérité) ;
- les Farnsworth sont devenus les Phaneuf[17] ;
- les actuels Gadbois (pas les Gadouas) sont des Vandandaigue (van dan dyke : « de la digue ») — l'ancêtre était un menuisier dit « gâte-bois » ;
- les Gerbert sont devenus les Jalbert ;
- les Héritier se sont tous ajoutés aux Éthier ;
- certains Houde sont devenus  des Houle, ou des Bellefeuille, Clairhoude ou Clair, DesRochers[18], Desruisseaux, Lafrenière ou Lafresnière… ;
- les Hus se sont ajoutés aux Beauchemin, aux Lemoine, aux Millette (ou Myette), aux Paul (prénom de l'ancêtre), aux Paulet …ou sont devenus les Capistran, les Cournoyer, les Latraverse, ou …les Paulhus ;
- certains Jetté sont aujourd'hui des Durivage ;
- les actuels Labaume ou Labeaume étaient tous des Tailhandier ;
- les actuels Lamonde (à ne pas confondre avec les Lemonde) étaient tous des Couture (ou Cousture) ;
- les actuels Rochon étaient des Rocheron; et les Rocheleau étaient des Rochereau; les Éricher se sont ajoutés aux Richer ;
- aucun homme n'est arrivé d'Europe portant les patronymes Bellemare, Bellerose, Belzile, Boisvert, Boisclair, …Brindamour, …Capistran, Cournoyer, Dénommé, Dontigny, …Jalbert, Jolicœur, Labaume ou Labeaume, Lacerte, Lacharité, Lachaussée, Lafantaisie, Laframboise, Lafrance, Lajeunesse, Laliberté, Lamonde, Landreville, Lapointe, Latraverse, Latulippe, Lespérance, …Litalien, Morency, Paulhus, Phaneuf, Pomerleau, Portugais, Saint-Gelais, Saint-Cerny, Saint-Germain, Saint-Jacques, Tourangeau, …Traversy, …Vadeboncœur, …Veilleux, …Versailles, … ; devenus des noms de famille, au Québec ;

### Traité de généalogie
En 1991, René Jetté publie, aux Presses de l'Université de Montréal, un imposant Traité de généalogie (718 pages).

### Cas ponctuels fouillés
En plus de participer à des travaux démographiques ou interdisciplinaires, René Jetté s'amuse aussi à résoudre des énigmes généalogiques ponctuelles exigeant une étude très attentive de données, seul ou avec d'autres, et à publier le résultat dans la revue d'une Société généalogique - telle, à Montréal, les Mémoires de la Société généalogique canadienne-française (MSGCF) -, ou dans un nouveau livre. 
Ainsi :
- René Jetté et Danielle Gauvreau, 
  - Preuve de l'identité des quatre couples homonymes Louis Tremblay et Ursule Simard, MSGCF no 40, cahier 179 (1-Printemps 1989) : p. 18-33[20],[21]
- (en) Gail F. Moreau, trans. and ed., and John P. DuLong, ed., in collaboration with René Jetté,
  - The de Marle Livre de Raison: Gateway Document to a Royal Lineage, The American-Canadian Genealogist, 4-part series:
    - Part I: The Louviers Manuscript as a Key to a Royal Pedigree, 10:4 (Winter 1993):4-8.
    - Part II: The Louviers Manuscript, 19:2 (Spring 1993):42-45.
    - Part III: Translation of the Louviers Manuscript, 19:3 (Summer 1993):116-125.
    - Part IV: Evaluating the Manuscript, 19:4 (Fall 1993):153-158.
- René Jetté,
  - (en) Is the Mystery of the Origins of Agatha, Wife of Edward the Exile, Finally Solved?, New England Historical and Genealogical Register 150 (October 1996):417-432
- René Jetté, John P. DuLong, Roland-Yves Gagné et Gail F. Moreau,
  - De Catherine Baillon à Charlemagne, MSGCF no 48, cahier 213 (3-Automne 1997) : p. 190-216
    - (en) From Catherine Baillon to Charlemagne, American-Canadian Genealogist 25, no 4 (Fall) 1999:170-200
- René Jetté, Roland-Yves Gagné, John Patrick DuLong et Paul Leportier,  
  - Les Le Neuf : état des connaissances, MSGCF no 51, cahier 225 (3-Automne 2000) : p. 209-227
  - Parenté entre Elisabeth, impératrice d'Autriche et Céline Dion, MSGCF no 51, cahier 225 (3-Automne 2000) : p. ___ 
    - (en) The Le Neuf Family: State of Knowledge[22], Michigan’s Habitant Heritage, 3-part series: 
      - Part I, 23:4 (October 2002): 149-159
      - Part II, 24:1 (January 2003): 1-9
      - Part III, 24:2 (April 2003): 49-55
- René Jetté, John Patrick DuLong, Roland-Yves Gagné, Gail F. Moreau et Joseph A. Dubé,
  - Table d’ascendance de Catherine Baillon (12 générations), Montréal, Société généalogique canadienne-française, 2001, 206 p., illustré, 28 cm  (ISBN 2-9207-6182-X)[23]
- Denis Bachand et René Jetté,
  - L'origine des Claing de la région de Saint-Hyacinthe, MSGCF no 52, cahier 229 (3-Automne 2001) : p. 209-227
- René Jetté, 
  - Du neuf sur les Le Neuf, MSGCF no 53, cahier 232 (2-Été 2002) : p. 143-144
  - Avis généalogique, MSGCF no 53, cahier 232 (2-Été 2002) : p, ___

## Honneurs
- 2003 :
  - (en) The 2003 AFGS Award for Special Achievement in Genealogical Research[6] ;
  - (en) Member of the AFGS French-Canadian Hall of Fame, Class of 2003[6].

Honneurs posthumes
- 2005 : dénomination de la bibliothèque du Cégep de Saint-Hyacinthe au nom de Bibliothèque René Jetté.
- 2009 : Prix René-Jetté, créé en 2009 par la Fédération québécoise des sociétés de généalogie (FQSG)[25].
- 2010 : rue René-Jetté à Saint-Hyacinthe[26].